# Katarzyna Kozaczyk
Katarzyna Kozaczyk, znana też jako Katarina Vasilissa, Katarina Poccioni (ur. 1 stycznia 1971 w Dąbrowie Górniczej) − polska fotomodelka i aktorka niezawodowa znana głównie z roli we włoskim filmie erotycznym będącym ekranizacją powieści Alberto Moravi L'uomo che guarda.

## Życiorys
W roku szkolnym 1989/90 ukończyła Liceum Plastyczne im. T. Kantora w Dąbrowie Górniczej w klasie wystawiennictwo.
W 1989 wzięła udział w konkursie na modelki do reklam organizawanym przez katowicką telewizję, który wygrała i wystąpiła w dwóch reklamówkach z których jedna była wyświetlona w programie ogólnopolskim.
W 1989 roku wzięła udział w konkursie organizowanym wspólnie przez redakcję tygodnika Kurier Polski wraz z agencją Artton, w którym ubiegała się o tytuł „Dziewczyny Roku". W maju została dziewczyną miesiąca i dostała się do finałowej dwunastki uczestniczek ubiegających się o nagrodę główną. Konkurs rozstrzygniętego pod koniec roku, podczas którego przyznano jej tytuł "Dziewczyna Sponsorów".
Zaczęła dostawać propozycje do pozowania do zdjęć w kalendarzach i kolorowych magazynach  i zaczęła pracować jako fotomodelka. Znalazła się np. na okładce magazynu Zwierciadło jako dziewczyna miesiąca. Zaczęła wyjeżdżać na sesje zdjęciowe do Włoch, a jej zdjęcia pojawiały się w prasie włoskiej, niemieckiej i francuskiej w tamtejszych edycjach playboya czy playmana.
W 1992 wystąpiła w filmie Enak w reżyserii Sławomira Idziaka, w którym obok niej zagrali m.in. Irene Jacob i Edward Żentara.
Zagrała tam rolę kochanki oficera.
W 1993 w sfilmowanym podręczniku sztuki miłosnej pod redakcją Zbigniewa Lwa Starowicza zatytułowanym "Ars amandi" wystąpiła obok swojego ówczesnego męża Jacka Rudnickiego.
Niedługo potem przeniosła się na stałe do Włoch i rozpoczęła karierę we włoskich filmach erotycznych pod pseudonimem Katarina Vasilissa. Została tam zaangażowana przez budzącego kontrowersje włoskiego reżysera filmów erotycznych Tinto Brassa. Rola w filmowej adaptacji powieści Alberto Moravi pod tytułem Mężczyzna, który patrzy z 1994 roku przyniosła jej międzynarodową popularność. Do dzisiaj jest znana głównie z tego filmu.
W kwietniu 1994 i w maju 1996 jej zdjęcie znalazło się na okładce polskiej edycji playboya. W życiu prywatnym jest żoną włoskiego producenta filmowego Marco Poccioni i mieszka w Rzymie.

## Filmografia
- 1992 – Enak – kochanka oficera
- 1994 – Mężczyzna, który patrzy (L'uomo che guarda lub Voyeur) – Silvia
- 1995 – L'estate di Bobby Charlton lub The summer of Bobby Charlton – niemiecka turystka
- 1996 – Cuori al verde – Caterina
- 1998 – Il delitto di Via Monte Parioli
- 1998 – A bedfull of foreigners – Natasha

### Seriale TV (gościnnie)
- 1997 - "Linda e il brigadiere", odcinek 4: "La turista scomparsa" - Saima
- 1997  - "I misteri di Cascina Vianello", odcinek 5: "Paura nella stalla" - Joanna